# Santilya
Santilya ist ein Verwaltungsbezirk (Ward) des Distrikts Mbeya in der gleichnamigen tansanischen Region Mbeya.

## Geografie

### Lage
Santilya liegt im Südwesten von Tansania zwischen dem Rukwasee und dem Malawisee. Der Bezirk hat eine Fläche von 107,7 Quadratkilometern und bei der Volkszählung 2022 lebten hier 17.624 Menschen in 4745 Haushalten.

### Klima
Das Klima in Santilya ist gemäßigt warm, Cwb nach der effektiven Klimaklassifikation. Die durchschnittliche Jahresniederschlagsmenge liegt bei 1723 Millimeter, der Großteil davon fällt in den Monaten November bis April. Die Durchschnittstemperatur schwankt zwischen 13,9 Gard Celsius im Juli und 19,2 Grad im Oktober.

## Gliederung
Der Bezirk besteht aus elf Gemeinden (Mtaa) mit 62 Orten (Kitongoji):
| Santilya - Ivugula - Ibungu - Izosya - Soweto - Mtyeti - Iyungwe - Mantanji | Sanje - Sanje A - Sanje B - Mantenga - Swaya - Ilindi - Magao - Santwinji | Iswago - Ntete - Shikulusi - Sindyanga - Hazumbi - Inyala A - Inyala B - Ntenga - Itambila - Lusungo - Nsongole | Mpande - Mpande A - Mpande B - Idunda A - Idunda B | Jojo - Jojo - Horongo - Ilomba - Itundu A - Itundu B - Mwanjelwa - Ivugula - Ilewe A - Ilewe B - Iwale | Nsheha - Nsheha - Ilembo - Sukamawela | Itizi - Itizi A - Itizi B - Itizi C | Ruanda - Shipongo A - Shipongo B - Isuwa - Ntole - Ivimbizya A - Ivimbizya B | Mpande - Mpande A - Mpande B - Idunda A - Idunda B | Isongole - Ugaya A - Ugaya B - Isongole A - Isongole B - Shizyangule | Masyeta - Masyeta A - Masyeta B - Masyeta C |

## Wirtschaft und Infrastruktur
- Viehzucht: In Santilya befindet sich eine Station zur Abtötung von Parasiten an Rindern.[7]
- Fischzucht: Im Bezirk werden Fische in Teichen gezüchtet.[7]
- Bildung: Die staatliche Schule Santilya Secondary School wurde 2006 eröffnet und bildet Jugendliche bis zur 4 Stufe aus.[8]
- Gesundheit: In Santilya befindet sich ein öffentliches Gesundheitszentrum, das für ambulante Patienten auch kleine chirurgische Eingriffe durchführt.[9] Apotheken befinden sich eine in Iswago[10] und zwei in Ruanda.[11][12]